# Air Force Cross (États-Unis)
Cet article concerne la décoration américaine. Pour les autres décorations du même nom, voir Air Force Cross.
L'Air Force Cross est la seconde plus haute décoration militaire de l'United States Air Force, et depuis sa création en décembre 2020, de l'United States Space Force.
Elle est l'équivalent de la Distinguished Service Cross qui récompense les soldats de l'United States Army et de la Navy Cross qui récompense les militaires de l'United States Navy.

## Histoire
L'Air Force Cross est attribuée pour un héroïsme extraordinaire ne justifiant pas la Medal of Honor. Elle peut être attribuée à toute personne qui, servant l'US Air Force de quelque façon que ce soit, se distingue par un héroïsme extraordinaire :
- en agissant contre un ennemi des États-Unis ;
- en étant engagé dans des opérations militaires impliquant un conflit avec un force étrangère ennemie ou ;
- en servant avec des forces étrangères amies en conflit armé contre une force ennemie avec laquelle les États-Unis ne sont pas en belligérance.

À l'origine, on avait droit à la Distinguished Service Cross (Armée de l'air), celle-ci a été introduite en 1947 après que l'Armée de l'air des États-Unis a été constituée en arme distincte.
En juillet 1960, le nom de la décoration a été officiellement changé en croix de l'Armée de l'air. Cette distinction a été décernée pour la première fois au Major Rudolph Anderson à titre posthume pour héroïsme extraordinaire pendant la crise des missiles de Cuba. Il a été abattu a bord de son avion de reconnaissance Lockheed U-2 le 27 octobre 1963 par deux missiles sol-air soviétiques.
Les citations additionnelles au titre de la croix de l'Armée de l'Air sont marquées par des feuilles de chêne. Le revers de chaque médaille est gravé avec le nom du récipiendaire.

## Récompenses
En décembre 2006, 191 récompenses de l'Air Force Cross avaient été décernées. Deux ont été rétroactivement attribués pour des actions dans Seconde Guerre mondiale. 179 ont été attribués pour héroïsme pendant la guerre du Viêt Nam. 4 ont été attribués pour héroïsme pendant l'incident du Mayagüez.
Deux ont été attribués pendant la Guerre du Golfe en 1991. Une seule a été attribuée pour la bataille de 1993 à Mogadiscio en Somalie. Deux ont été attribués pour héroïsme lors de l'Opération Anaconda en Afghanistan en 2003.